# Progress Motoren- & Apparatebau
Progress Motoren- & Apparatebau GmbH war ein deutscher Hersteller von Motorrädern und Automobilen. Eine andere Quelle schreibt Progress-Motoren und Apparatebau GmbH, was auch durch eine Anzeige belegt ist.

## Unternehmensgeschichte
Paul Schauer, der bereits 1898 ein Motorrad konstruiert hatte, gründete 1900 zusammen mit einigen Partnern das Unternehmen in Berlin-Charlottenburg zur Produktion von Motorrädern. Später entstanden auch Automobile. Der Markenname lautete Progress. 1902 endete die Automobilproduktion. 1914 schloss das Unternehmen.

## Fahrzeuge
Das Serienmodell des Motorrads basierte auf dem Entwurf von 1898. Einbaumotoren von Fafnir und Zédel sorgten für den Antrieb. Die vierrädrigen Automobilen entstanden teilweise aus Motorradteilen.
Außerdem wurden zwischen 1905 und 1906 dreirädrige Tricars hergestellt. Sie basierten auf den Motorrädern, hatten allerdings anstelle des Vorderrades einen Vorspannwagen mit gepolstertem Sitz. Der Einzylinder-Viertaktmotor von Fafnir war luftgekühlt. Motorleistungen von 3 PS und 3,5 PS sind überliefert.